# ایتان رالف

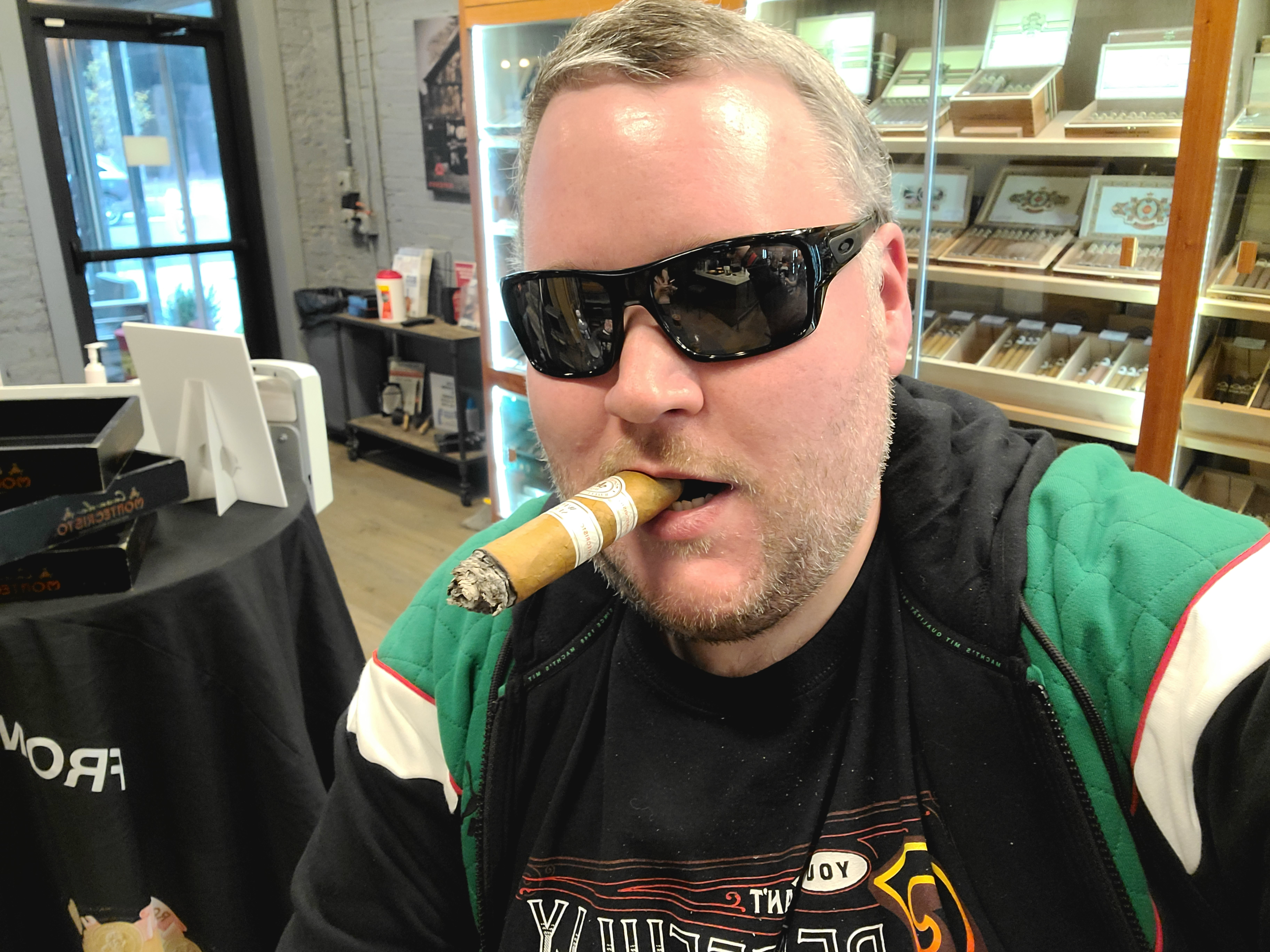
2020

ایتان اولیور رالف Ethan Oliver Ralph یک پادکست ساز آمریکایی است که از رهبران ثابت کمپین گیمرگیت است، که بریانا وو را داکس (افشا وشناسایی اطلاعات) کرد. پادکست اصلی او کیل استریم killstream است.
رالف از یوتیوب، که قبلاً برنامه او را میزبانی می‌کرد، بن شده‌است. تا تاریخ ژانویه ۲۰۲۱ Killstream پس از دریافت یک ماه تعلیق از سرویس استریم DLive در اوایل ژانویه در Trovo Live میزبانی شد. این نمایش همچنین در پادکست اپل منتشر شده‌است.

## حرفه

### کیل استریم
در دوره آوریل تا اکتبر ۲۰۲۰، کیل استریم US$۲۴٬۳۴۶ دلار برای رالف درآمد کسب کرد.